# Épopée napoléonienne - Napoléon Bonaparte
Épopée napoléonienne - Napoléon Bonaparte è un cortometraggio del 1903 diretto da Lucien Nonguet

## Trama
A scuola a Brienne. Sul ponte di Arcole. La campagna in Egitto. Passaggio del passo di San Bernardo. Festa in giardino a Malmaison.

## Segue
- Épopée napoléonienne - L'Empire (1903)